# Welmbüttel
Welmbüttel er en by og kommune i det nordlige Tyskland, beliggende i Amt Kirchspielslandgemeinden Eider i den nordlige del af Kreis Dithmarschen. Kreis Dithmarschen ligger i den sydvestlige del af delstaten Slesvig-Holsten.

## Geografi
I det skovklædte gestområde Dithmarscher Schweiz ligger det 72 meter høje Rugebarg, der er det højeste punkt i kommunen. Det mere kendte „Heidberg“ er med sine 46 moh. betydeligt lavere. Gesten ved Welmbüttel er et vandskel. I den sydvestlige del af skoven har Tielenau sit udspring; den løber via Tellingstedt ud i Ejderen. Vandet på den vestlige side af gesten samler sig i små bække, og løber ud i floden Miele. Broklandsau mod nord, har flere kilder i kommunen.